# Lámina de arena
Las láminas de arena (Sand Sheets) son cuerpos de arena planas y suavemente onduladas, con una superficie de granos que pueden ser demasiado grandes para la saltación. Constituyen aproximadamente el 40 por ciento de las superficies deposicionales eólicas.
Las láminas de arena existen donde el tamaño de grano es demasiado grande o las velocidades del viento demasiado bajas para que se formen dunas.